# Gobano de Irlanda
San Gobano (f. 670) fue un monje irlandés y estudiante espiritual de San Furseo en el pueblo de Burgh, Norfolk, Inglaterra. Se conoce poco de Gobano excepto que acompañó a Furseo en su viaje a Francia donde vivió como eremita en los bosques de Oise. Conocido por preferir la soledad, fue asesinado por piratas infieles en el 670. El santoral indica su fiesta el 20 de junio.